# Trentepohlia lepida
Trentepohlia lepida är en tvåvingeart som beskrevs av Alexander 1973. Trentepohlia lepida ingår i släktet Trentepohlia och familjen småharkrankar. Inga underarter finns listade i Catalogue of Life.